# Rudolf Bieri (Politiker)
Rudolf Bieri (* 22. Januar 1952; † 13. Januar 2010 in Oberbipp) war ein Schweizer Politiker (SVP) und Landwirt.
Bieri war Mitglied des Gemeinderats und von 2005 bis zu seinem Tod Gemeindepräsident von Oberbipp. Des Weiteren war er seit 2002 Mitglied des Grossen Rats des Kantons Bern. Am 13. Januar 2010 verunglückte Bieri tödlich bei einem Arbeitsunfall mit seinem Traktor.
Anfang März rückte sein Parteikollege Peter Andres für ihn in den Grossen Rat nach. Andres hatte bereits von 2002 bis 2006 dem Kantonsparlament angehört.